# Шувалов Віктор Григорович
Віктор Григорович Шувалов (рос. Виктор Григорьевич Шувалов; 15 грудня 1923, Наборні Сиреси, Козловський район, Мордовська АРСР, СРСР — 19 квітня 2021, Москва, Росія) — радянський хокеїст і футболіст. Грав у нападі. 
Олімпійський чемпіон. Найкращий центральний нападник радянського хокею першої половини 50-х років двадцятого століття. Член клубу Всеволода Боброва (22-е місце, 315 голів).
У 1990-х втратив золоту медаль, отриману за перемогу на Зимовій Олімпіаді 1956 року. Пізніше медаль було знайдено у США та викуплено. Шувалов отримав її знову з рук президента Росії Володимира Путіна під час його зустрічі зі збірною Росії, яка виграла чемпіонат світу 2014 року.
Помер на 98-му році життя 19 квітня 2021 року в Москві від ускладнень, спричинених COVID-19. Похований на Богородському цвинтарі. Помер останнім із усіх радянських чемпіонів зимових Олімпійських ігор 1956 року (у всіх видах спорту).

## Клубна кар'єра
Виступав за челябінський «Дзержинець» (1947-1949) московські команди ВПС (1949-1953), ЦСК МО (1953-1957), та СКА МВО Калінін (1957-1958).  Більшість часу, у складі столичних армійських клубів, грав у одній ланці з Євгеном Бабичем та Всеволодом Бобровим. Це тріо у чемпіонатах 1950/51 та 1951/52 забивало у ворота суперників по 83 голи. У сезоні 1952/53 Віктор Шувалов став найкращим снейпером ліги (44 закинуті шайби). 
П'ять разів здобував перемоги у чемпіонатах СРСР, двічі отримував срібні медалі. Всього у чемпіонатах СРСР провів 150 матчів (222 голи). Має вражаючу середню результативність — 1,48 гола за матч. За цим показником посідає друге місце в історії чемпіонатів СРСР та Росії. Попереду Всеволод Бобров (1,95 гола за матч), третій у цьому списку — Олексій Гуришев (1,26).
Володар кубка СРСР 1952, 1954-1956, фіналіст першого розіграшу (1951). У кубкових матчах закинув 21 шайбу.
7 січня 1950, поблизу Свердловська, у авіакатастрофі загинуло 11 гравців команди ВПС. Шувалову пощастило, на чергові матчі чемпіонату не полетів, за вказівкою Василя Сталіна залишився у Москві. Згодом він так розповідав про ті події:
|  | На початку січня 1950, після великої перемоги в Москві, по-моєму, над ленінградським "Динамо", в роздягальню, як завжди, зайшов Василь Сталін, привітав з перемогою та дав вказівки на наступні матчі у Челябінську і Свердловську. Зокрема, він наказав не брати мене в Челябінськ, оскільки вважав, і не без підстав, що вболівальники "Дзержинця" навряд чи спокійно відреагують на мою появу у формі ВПС. Я попросив Василя Йосиповича відпустити мене в Челябінськ для зустрічі з батьками. Але він відмовив. Вранці наступного дня команда вилітала на Урал з аеродрому, що розташовувався поруч з нинішнім стадіоном ЦСКА. Я приїхав провести хлопців, привіз посилку для родичів. Через хуртовину виліт затримався, але через кілька годин літак таки піднявся в повітря, а я з адміністратором команди Кольчугіним поїхав у федерацію хокею оформляти документи на перехід Боброва з ЦБЧА у ВПС. |

З 1950 по 1952 рік грав за футбольну команду ВПС. У першому сезоні став найкращим бомбардиром клубу — 16 забитих голів. Цього ж року був обраний, під третім номером, до «Списку 33-х найкращих футболістів СРСР». Всього за три сезони провів 75 матчів та 25 разів вражав ворота суперників.

## Виступи у збірній
У складі національної збірної здобув золоту нагороду на Олімпійських іграх 1956 у Кортіна-д'Ампеццо. 
Чемпіон світу 1954, 1956; другий призер 1955. У вирішальному матчі з канадцями, на першому для радянської команди турнірі, відзначився двома закинутими шайбами. На чемпіонатах Європи — три золоті нагороди (1954-1956). На чемпіонатах світу та Олімпійських іграх провів 22 матчі (18 закинутих шайб), а всього у складі збірної СРСР — 51 матч (40 голів).
| Команда            | Рік                | Турнір             | Ігри | Голи |
| ------------------ | ------------------ | ------------------ | ---- | ---- |
| СРСР               | 1954               | ЧС                 | 7    | 7    |
| СРСР               | 1955               | ЧС                 | 8    | 6    |
| СРСР               | 1956               | ОІ, ЧС             | 7    | 5    |
| Всього на ОІ та ЧС | Всього на ОІ та ЧС | Всього на ОІ та ЧС | 22   | 18   |

## Тренерська діяльність
З 1957 по 1964 рік очолював СКА МВО (Калінін). У першому сезоні був граючим тренером команди. У 1968-1970 роках працював помічником головного тренера московського «Спартак» Миколи Карпова. 

## Нагороди та досягнення
Нагороджений орденами «Знак Пошани» (1957) та Дружби (1996). Заслужений майстер спорту СРСР (1954).
| Нагороди                          | Команда                           | Кіл. | Роки                         |
| --------------------------------- | --------------------------------- | ---- | ---------------------------- |
| Олімпійські ігри                  |                                   |      |                              |
| Золото                            | СРСР                              | 1    | 1956                         |
| Чемпіонат світу                   |                                   |      |                              |
| Золото                            | СРСР                              | 2    | 1954, 1956                   |
| Срібло                            | СРСР                              | 1    | 1955                         |
| Чемпіонат Європи                  |                                   |      |                              |
| Золото                            | СРСР                              | 3    | 1954, 1955, 1956             |
| Чемпіонат СРСР                    |                                   |      |                              |
| Золото                            | ВПС (Москва)                      | 3    | 1951, 1952, 1953             |
| Золото                            | ЦСКА (Москва)                     | 2    | 1955, 1956                   |
| Срібло                            | ЦСКА (Москва)                     | 2    | 1954, 1957                   |
| Кубок СРСР                        |                                   |      |                              |
| Володар                           | ВПС (Москва)                      | 1    | 1952                         |
| Володар                           | ЦСКА (Москва)                     | 3    | 1954, 1955, 1956             |
| Фіналіст                          | ВПС (Москва)                      | 1    | 1951                         |
| Особисті досягнення               |                                   |      |                              |
| Найкращий снайпер чемпіонату СРСР | Найкращий снайпер чемпіонату СРСР | 1    | 1953 (44 голи)               |
| Символічна збірна СРСР            | Символічна збірна СРСР            | 5    | 1950, 1951, 1952, 1953, 1954 |